# Black Swan Project
Das Black Swan Project war der Name eines kommerziellen Schatzsucheprojekts des amerikanischen (börsennotierten) Unternehmens Odyssey Marine Exploration mit Sitz in Florida, Vereinigte Staaten. 
Es hatte zum Ziel, das Frachtgut – Gold- und Silbermünzen – des im Jahr 1641 gesunkenen britischen Handelsschiffes Merchant Royal zu finden. Es sank unter Kapitän John Limbrey am 23. September 1641 während eines Sturms auf der Fahrt von Cádiz nach Antwerpen südlich von Cornwall. Der heutige Wert der Ladung wird auf 500 Mio. US-Dollar geschätzt.
Nach Angaben des Unternehmens wurde 2007 ein Wrack vor der Küste von Cornwall bei Land’s End (Großbritannien) gefunden. Der tatsächliche Fundort blieb jedoch geheim. 500.000 Münzen konnten geborgen werden, die an den Unternehmenssitz nach Florida gebracht wurden.  Wenn die Schätzungen stimmen, ist dies der größte Schatzfund der Geschichte. Der Fund von Münzen aus dem Wrack der Nuestra Señora de Atocha im Jahr 1985 hatte einen Wert von 400 Mio. US-Dollar.

## Einwände der spanischen Regierung
Die spanische Regierung erhob jedoch Eigentumsansprüche und strengte eine Klage an. Nach Ansicht der spanischen Regierung stammt der Schatz aus einem Fund vor den Küsten Portugals. Die spanische Regierung nimmt an, dass es sich um die 1804 gesunkene spanische  Fregatte Nuestra Señora de las Mercedes handele, woher der gehobene Schatz stamme.
2009 ist Odyssey Marine Exploration durch ein US-Gericht auf Herausgabe des Schatzes an Spanien verurteilt worden. Daraufhin hat die Firma Einspruch eingelegt, über den ein Berufungsgericht 2011 ablehnend entschieden hat. Ein Antrag der Firma über Einfrierung des Urteils bis zu einer möglichen Entscheidung durch den Obersten Gerichtshof wurde am 31. Januar 2012 ebenfalls abgelehnt.
Am 25. Februar 2012 wurde der Schatz von zwei Transportflugzeugen der spanischen Luftwaffe nach Madrid ausgeflogen und soll auf mehrere Museen und Sammlungen verteilt werden.
Im Jahr 2013 verurteilte ein  US-amerikanisches Bezirksgericht die Firma zur Zahlung einer Strafe von 1 Mio. US-Dollar an Spanien wegen Täuschungsabsichten und der Anstrengung falscher Gerichtsprozesse, ebenfalls stellte das Gericht fest, dass die Firma niemals um die Hilfe Spaniens zur Identifizierung des Schiffswracks ersuchte.